# Referendo sobre a independência da Croácia em 1991
| Referendo sobre a independência da Croácia em 1991    | Referendo sobre a independência da Croácia em 1991 | Referendo sobre a independência da Croácia em 1991 |
| ----------------------------------------------------- | -------------------------------------------------- | -------------------------------------------------- |
| Eleitorado                                            | 3 652 225                                          | 3 652 225                                          |
| Afluência                                             | (83,56%) 3 051 881                                 | (83,56%) 3 051 881                                 |
| Apoiando a soberania e independência da Croácia       |                                                    |                                                    |
| Opções de voto                                        | Votos                                              | %                                                  |
| Sim                                                   | 2 845 521                                          | 93,24                                              |
| Não                                                   | 126 630                                            | 4,15                                               |
| Apoiando a Croácia permanecendo na Iugoslávia federal |                                                    |                                                    |
| Opções de voto                                        | Votos                                              | %                                                  |
| Sim                                                   | 164 267                                            | 5,38                                               |
| Não                                                   | 2 813 085                                          | 92,18                                              |
| Fonte: State Election Committee                       |                                                    |                                                    |

A Croácia realizou um referendo de independência em 19 de maio de 1991, na sequência das eleições parlamentares na Croácia de 1990  e da ascensão de tensões étnicas que conduziriam à dissolução da Iugoslávia. Com 83 por cento de afluência às urnas, os eleitores aprovaram o referendo, com 93 por cento a favor da independência. Posteriormente, a Croácia declarou independência e a dissolução da sua associação com a Iugoslávia em 25 de junho de 1991, mas introduziu uma moratória de três meses sobre a decisão quando instada a fazê-lo pela Comunidade Europeia e pela Conferência sobre Segurança e Cooperação na Europa por meio do Acordo de Brioni. A guerra na Croácia escalou durante a moratória, e em 8 de outubro de 1991, o parlamento croata cortou todos os laços restantes com a Iugoslávia. Em 1992, tanto a Comunidade Econômica Europeia como as Nações Unidas concederam reconhecimento diplomático a Croácia.

## Consequências
Embora não seja um feriado, 15 de janeiro é marcado como o dia que a Croácia ganhou reconhecimento internacional pela imprensa e políticos croatas. No 10º aniversário do dia em 2002, o Banco Nacional Croata cunhou a moeda comemorativa 25 kuna. No período seguinte à declaração de independência, a guerra se intensificou, com os cercos de Vukovar e Dubrovnik, e combates em outros lugares, até que um cessar-fogo de 3 de janeiro de 1992 conduziu à estabilização e uma redução significativa da violência. A guerra terminou efetivamente em agosto de 1995 com uma vitória decisiva para a Croácia como resultado da Operação Tempestade. As fronteiras atuais da Croácia foram estabelecidas quando as  áreas restantes controladas pelos sérvios da Eslavônia Oriental foram restauradas para a Croácia nos termos do Acordo de Erdut de novembro de 1995, com o processo concluído em janeiro de 1998.